# 同棲
《同棲》（同棲）是一款由NEXTON公司的旗下品牌Tactics在1997年5月23日發售的成人遊戲。

## 遊戲系統

《同棲》故事進行時的遊戲畫面，其中女主角皆瀬真奈美正在與玩家角色山田正樹交談。

《同棲》是一個戀愛模擬遊戲，玩家在遊戲中扮演山田正樹，在遊戲過程中觀看出現在螢幕上的文字敘述、人物對話以及角色心理等，遊戲具有分支劇情與多重結局，根據玩家在遊戲過程中對選擇支中選擇的選項，決定進入哪一支分支劇情。
故事开始于1997年9月14日（星期日），主角山田正樹（山田まさき）和女主角皆瀬真奈美（皆瀬まなみ）在高中畢業後生活在一起，角色名字可以讓玩家改變。正樹和真奈美都有顯示角色參數，供玩家參考。正樹的參數是身體和情感，真奈美是感情和淫蕩。主角山田正樹的工作在遊戲中也是一個重要因素，玩家一開始有10萬日元。
此遊戲有許多性CG描繪正樹和真奈美的性關係。通常正樹下班時，會與與真奈美發生短時間的性行為。這種行為會不斷重複多次。根據選擇的角色路線不同，可以看到5個不同女性角色的性愛場面。
正樹偶爾會有休息機會，但如果正樹休息太多次，他將很快破產，遊戲就會結束。

## 工作人員
- 原畫：樋上至[3]
- 劇本：DON
- 音樂：折戶伸治
- CG：、Shinorii

## 外部連結
- .   [2012-12-09]. （原始内容存档于2011-07-23）. （日語）